# Parson Creek Township
Parson Creek Township est un ancien township, situé dans le comté de Linn, dans le Missouri, aux États-Unis,.